# SuperKaramba
SuperKarambaは、KDEで動作するソフトウェアであり、KDE デスクトップ 上に機能を強化するモジュールを簡単につくるためのツールである。

## 例
- 双方向的な天気予報
- XMMS や Amarok による MP3 再生のコントロールや通知
- カレンダーやメモ
- オリジナルの時計
- CPU、ネットワークや取り外せないディスクのシステムモニター

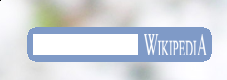
WikipediaSearch テーマのスクリーンショット

- メールボックス内のメッセージの通知
- ニュースティッカーとRSSアグリゲーター
- 動きのあるメニューバー
- カスタムツールバー
- 検索ツール